# Мајк Познер
Мајкл Роберт Хенрион Познер (енгл. Michael Robert Henrion Posner; 12. фебруар 1988) амерички је певач, текстописац и музички продуцент. Познат је по сингловима Cooler than Me, Please Don't Go и ремиксу I Took a Pill in Ibiza. У марту 2017. године издао је збирку песама Tear Drops & Balloons.

## Дискографија
Студијски албуми
- 31 Minutes to Takeoff (2010)
- At Night, Alone. (2016)
- A Real Good Kid (2019)

## Награде
| Година | Награда               | Категорија                       | Номиновани рад           | Исход      |
| ------ | --------------------- | -------------------------------- | ------------------------ | ---------- |
| 2016   |                       | Најбољи видео електронске музике | "I Took a Pill in Ibiza" | Номинација |
| 2016   |                       | Најбоља песма                    | "I Took a Pill in Ibiza" | Номинација |
| 2017   | Награда Греми         | Песма године                     | "I Took a Pill in Ibiza" | Номинација |
| 2017   |                       | Денс песма године                | "I Took a Pill in Ibiza" | Номинација |
| 2017   | Најбољи музички видео | Номинација                       | "I Took a Pill in Ibiza" |            |